# Potůčky
Potůčky (deutsch Breitenbach) ist eine Gemeinde in Tschechien unmittelbar an der tschechisch-deutschen Grenze gegenüber von Johanngeorgenstadt im Erzgebirge.

## Geografie

### Lage
Potůčky befindet sich am Kamm des westlichen Erzgebirges direkt an der Grenze zu Sachsen. Der Ort liegt am Oberlauf des Flusses Černá (Schwarzwasser), einem Zufluss der Zwickauer Mulde. Weiterhin befinden sich ihre Zuflüsse Podleský potok (Streitseifner Bach, Streitseifenbach) und Blatenský potok (Breitenbach) im Gemeindegebiet. In der südöstlichen Ortsflur von Potůčky nahe der Stadt Horní Blatná (Bergstadt Platten) befindet sich der 1043 m n.m. Blatenský vrch (deutsch Plattenberg). Am Fuß des Bergs befinden sich die Wolfs- und Eispinge.

### Gemeindegliederung

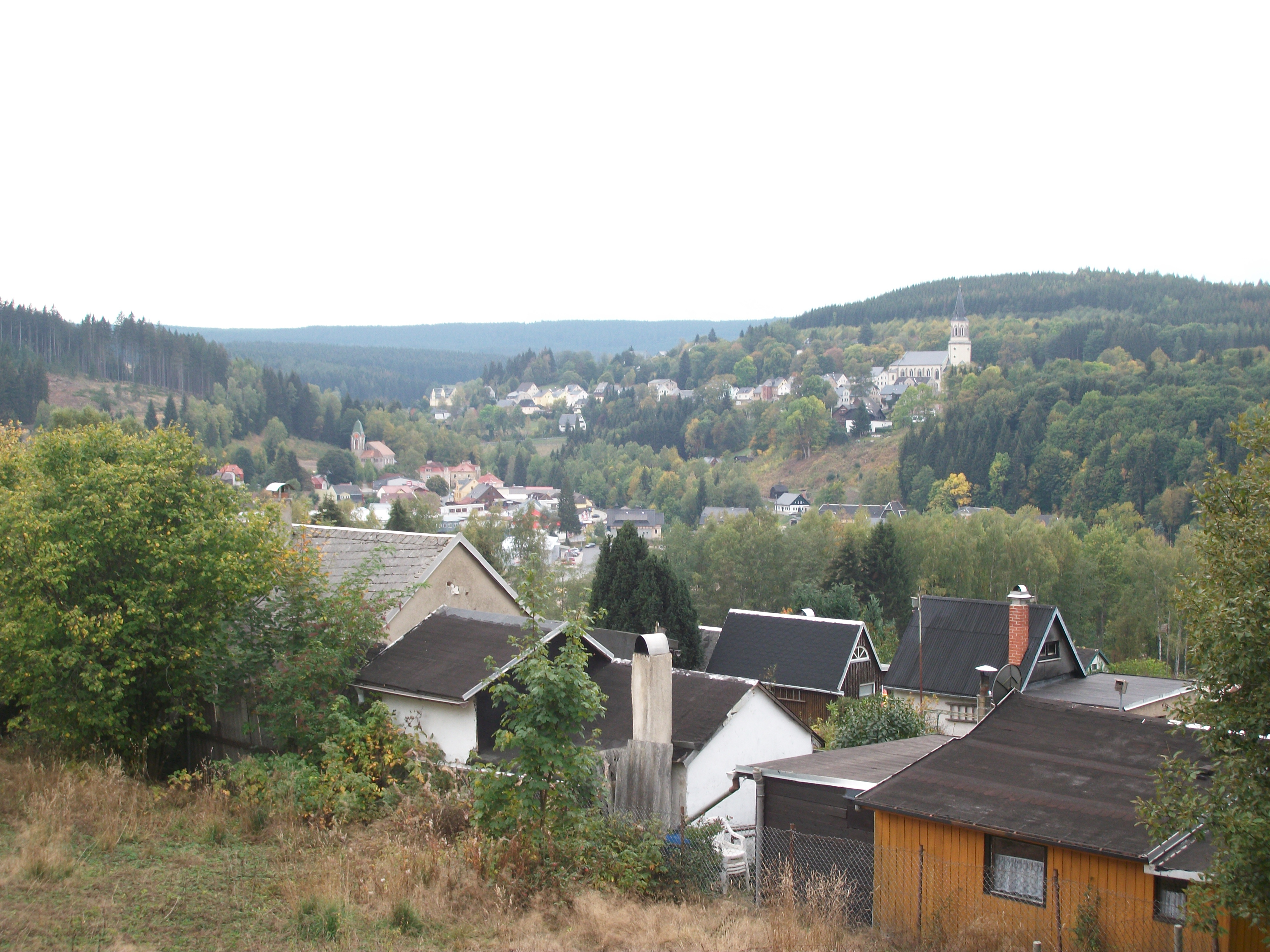
Blick von Pachthaus zum böhmischen Potůčky (Breitenbach, links) und zur Altstadt der sächsischen Stadt Johanngeorgenstadt (rechts)

Die Gemeinde Potůčky besteht aus den Ortsteilen Potůčky (Breitenbach) und Stráň (Ziegenschacht, 1578 bereits erwähnt). Zu Potůčky gehören außerdem die Ansiedlungen Háje (Zwittermühl), Luhy (Jungenhengst) und Podlesí (Streitseifen) sowie die Wüstungen Pila (Brettmühl),  Pískovec (Schwimmiger), Smolné Pece (Pechöfen) und Totenbach.

### Nachbarorte
|                                     | Breitenbrunn/Erzgeb.                        |                      |
| Johanngeorgenstadt                  | Kompassrose, die auf Nachbargemeinden zeigt | Boží Dar (Gottesgab) |
| Nové Hamry (Neuhammer bei Karlsbad) | Horní Blatná (Bergstadt Platten)            | Pernink (Bärringen)  |

## Geschichte

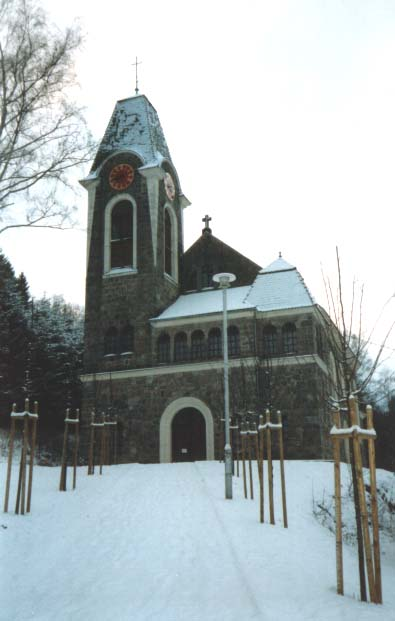
Kirche in Potůčky

Nachdem der frühneuzeitliche Unternehmer Georg Bernecker aus Leipzig nach 1537 zwei Pochwerke am Breitenbach angelegt hatte, errichtete der Farbmacher Oswald Gluckhenn aus Schneeberg 1569 am Breitenbach eine Farbmühle, aus der später ein Blaufarbenwerk hervorging. 1570 gestattete Kaiser Maximilian II. den Bürgern der böhmischen Bergstadt Platten (Horní Blatná), im Waldgebiet an der böhmisch-sächsischen Grenze jenseits der Einmündung des Breitenbaches in das Schwarzwasser ein neues Hammerwerk anzulegen. Aufgrund finanzieller Schwierigkeiten verkauften Bürgermeister und Rat der Stadt Platten diese Rechte 1583 an Sebastian Köppel aus Schlaggenwald (Horní Slavkov), der hier das Hammerwerk nebst zugehöriger Mühle, Gasthaus und Wohngebäuden errichtete, welches den Namen Breitenbach erhielt.
1643 kaufte der Blauenthaler Hammerherr Caspar Wittich (1602–1673) das Hammerwerk Breitenbach, das im Dreißigjährigen Krieg stark unter den Durchzügen marodierender Soldaten zu leiden hatte. Wittich legte 1651 unmittelbar gegenüber auf sächsischer Seite ein weiteres Hammerwerk an, das nach ihm Wittigsthal benannt wurde und heute zu Johanngeorgenstadt gehört. 1752 gab es in Breitenbach drei Blaufarbmühlen: das Breitenbach’sche, das Putz’sche und das Elster’sche Blaufarbenwerk, außerdem den Johann George Gottschald gehörigen Breitenbacher Hammer und eine wegen Holzmangels ungangbare Glashütte. Seit 1744 wurde mit Unterbrechungen bis in die 1950er Jahre der Gottholdstolln bei Zwittermühl betrieben.
Im Zuge der böhmischen Verwaltungsreform von 1849 entstand durch die Zusammenlegung mehrerer Ortsteile (siehe unten) die „Gemeinde Breitenbach“, die zur Bezirkshauptmannschaft St. Joachimsthal (Jáchymov) und zum Gerichtsbezirk Platten gehörte. Bei der Umstrukturierung der Verwaltung 1910 wurde Breitenbach in den Bezirk Neudek bzw. späteren Landkreis Neudek (Nejdek) integriert.
Obwohl Breitenbach nach 1910 nach den Entwürfen der Architekten Karl Mattusch aus Karlsbad eine eigene röm.-kath. Kirche erhielt, blieb der Ort in die Bergstadt Platten eingepfarrt, wo sich auch noch heute der Friedhof befindet. 1939 gab es erfolglose Bestrebungen, Breitenbach als Ortsteil an Johanngeorgenstadt anzugliedern. 1939 lebten in Breitenbach 1559 Personen. Nach dem Münchner Abkommen wurde der Ort dem Deutschen Reich zugeschlagen und gehörte bis 1945 zum Landkreis Neudek.
Über die Grenzen des Ortes hinaus bekannt wurde das Gasthaus Dreckschänke an der Straße nach Karlovy Vary (Karlsbad), nachdem ihm der erzgebirgische Volkssänger Anton Günther 1904 ein vielgesungenes Lied gewidmet hatte, das gedruckt auf Liedpostkarten vertrieben wurde. Das Gasthaus wurde 1991 wiedereröffnet und zehn Jahre später wieder geschlossen. Gegenwärtig wird das Haus stilgerecht renoviert und soll in Zukunft wieder als Gaststätte dienen.

## Tourismus

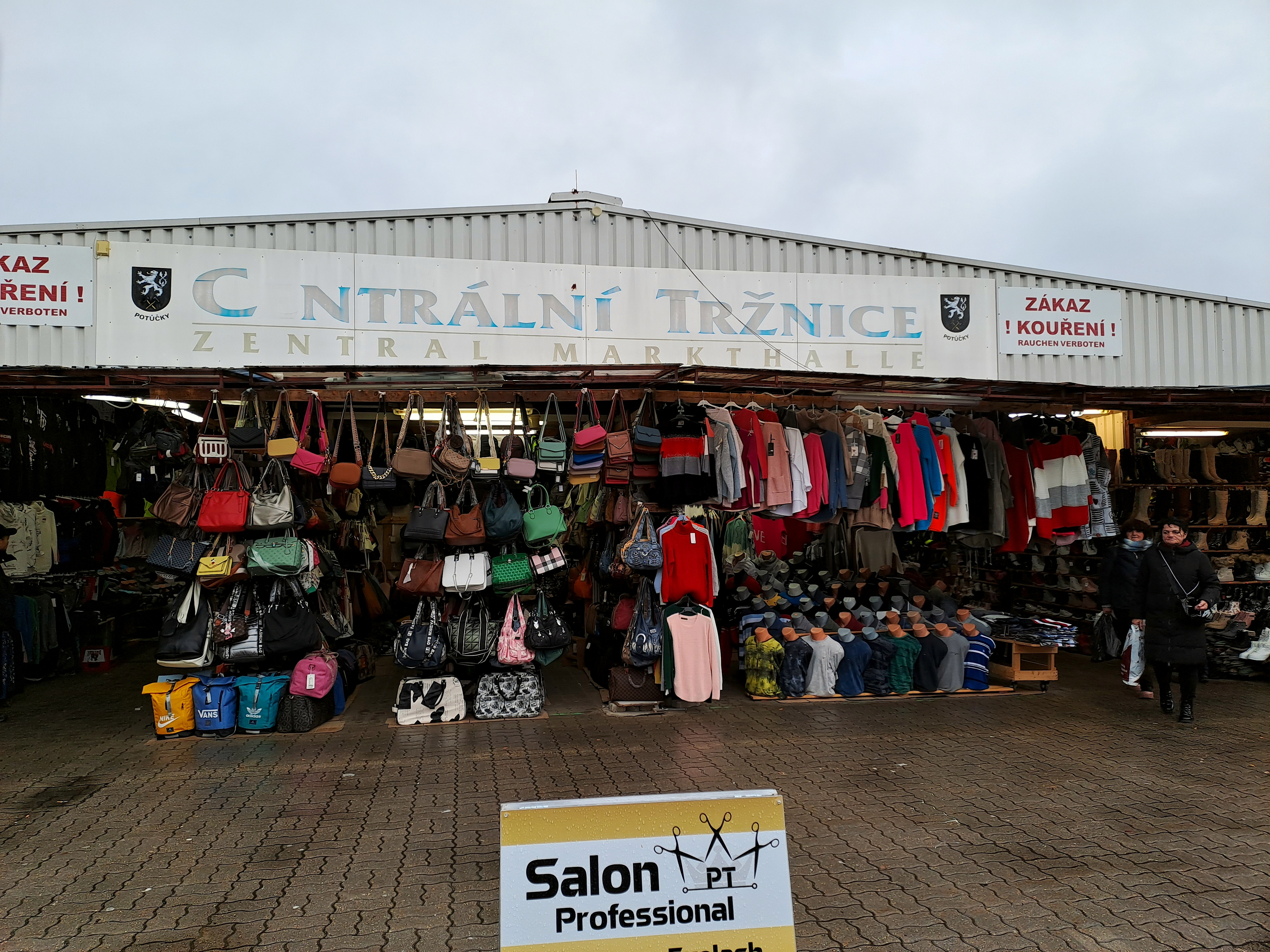
Vietnamesische Markthalle

Potůčky ist seit Sommer 1991 durch seine zahlreichen Straßenläden und Verkaufshallen vornehmlich vietnamesischer Inhaber sowie nach Eröffnung eines Grenzübergangs für PKW durch eine Großtankstelle ein vielbesuchter Ort für deutsche Einkaufstouristen geworden. Eine beschneibare Skipiste mit einem Skilift und einem Kinderskilift befindet sich nahe dem Ort. Die Piste hat eine Länge von 0,7 km und eine durchschnittliche Steigung von 23 %.

## Verkehr

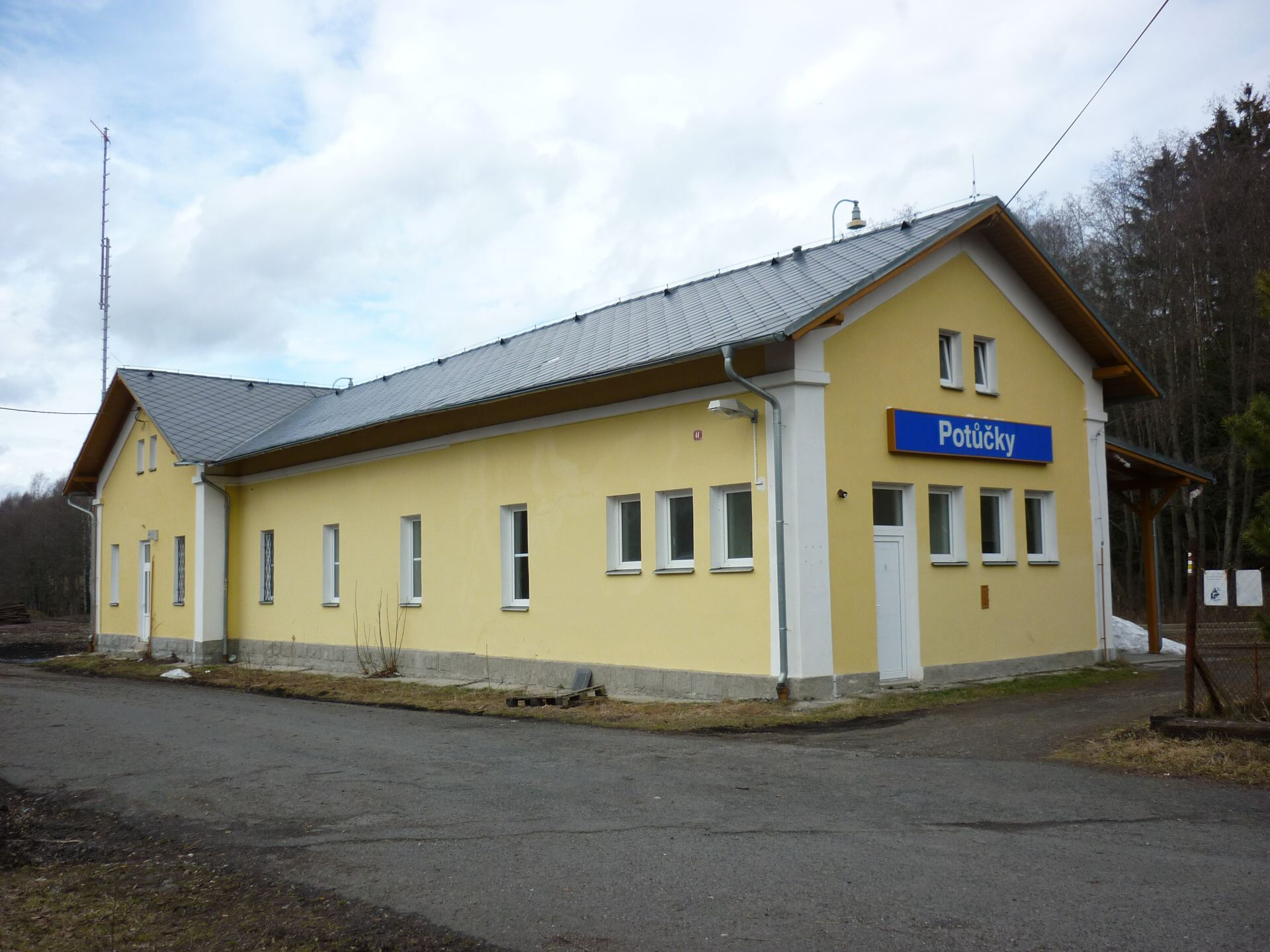
Bahnhof Potůčky, Empfangsgebäude

Seit 1899 besteht eine über Breitenbach führende Eisenbahnstrecke zwischen dem sächsischen Johanngeorgenstadt und böhmischen Karlsbad, die wiederum als Teilstück Kernstück einer von Zwickau ins böhmische Landesinnere führenden Eisenbahnverbindung projektiert war, die indes nur etappenweise verwirklicht wurde. Die Strecke führt am Heinrichstein vorbei über den Erzgebirgskamm südwestlich des Plattenberges. Neben dem Bahnhof Potůčky gibt es auch eine 1932 angelegte Haltestelle zwischen dem Gasthaus Dreckschänke und dem Ortsteil Ziegenschacht (siehe Bahnstrecke Karlsbad–Johanngeorgenstadt).
Es verkehren regelmäßig Linienbusse über Pernink (Bärringen) und Ostrov nad Ohří (Schlackenwerth) nach Karlovy Vary (Karlsbad). Seit dem 30. Juni 1991 ist der 1946 geschlossene Fußgänger- und Eisenbahngrenzübergang nach Johanngeorgenstadt wieder geöffnet, seit dem 16. Januar 2008 auch für Fahrzeuge bis 3,5 t.
Durch den Ort führt der 1995 geschaffene Anton-Günther-Weg.

## Personen, die mit dem Ort in Verbindung stehen
- Jacob Seeling (1568–1627), Hammerwerksbesitzer
- Martin Päßler (1586–1651), Unternehmer, Farbmühlbesitzer
- Caspar Wittich (1602–1673), Hammerwerksbesitzer
- Peter Elster (1637–1704), Unternehmer, Handelsmann und Farbwerksbesitzer
- Christoph Adalbert Putz (1658–1726), Bergmeister und Unternehmer, Glas- und Farbwerksbesitzer
- Anton Korb (1763–1821), Bäcker- und Müllermeister, Fabrikant und Unternehmer
- Viktor Kolb (1856–1928), Jesuitenpater
- Alexis Kolb (1865–1917), Schriftsteller und Erzähler
- Anton Kreißl (1908–1987), Heimatforscher, geboren in Zwittermühl
- Otto Häuser (1924–2007), Schriftsteller, verbrachte seine Kindheit und Jugend hier